# Barnegat Light
Barnegat Light é um distrito localizado no estado americano de Nova Jérsei, no Condado de Ocean.

## Demografia
Segundo o censo americano de 2000, a sua população era de 764 habitantes. 
Em 2006, foi estimada uma população de 833, um aumento de 69 (9.0%).

## Geografia
De acordo com o United States Census Bureau tem uma área de 
2,2 km², dos quais 1,9 km² cobertos por terra e 0,3 km² cobertos por água.

## Localidades na vizinhança
O diagrama seguinte representa as localidades num raio de 12 km ao redor de Barnegat Light. 